# Waffensammlung

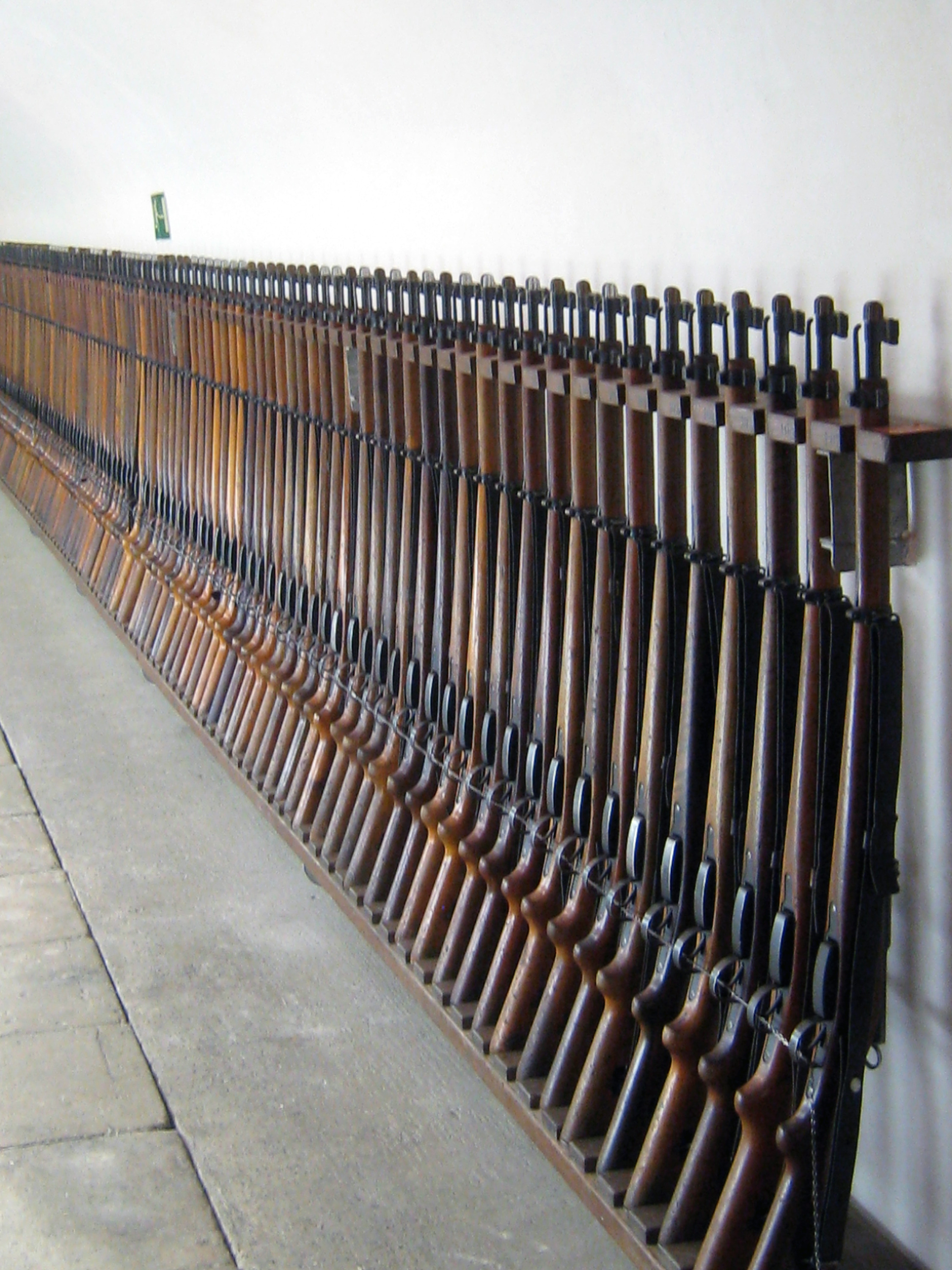
Ausgestellte Schweizer Karabiner 31

Waffensammlung ist die Bezeichnung für thematisch orientierte Sammlungen von Waffen.
Diese können in Ausstellungen sowie Museen und auch als Privatsammlung bestehen. Sammeln bezeichnet, auch im Bereich von Waffen, die systematische Suche, Beschaffung und Aufbewahrung.
Für Waffensammlungen gelten gesetzliche Bestimmungen zum Erwerb, zur Zugänglichkeit, zur Aufbewahrung und zur Demilitarisierung von Waffen und Gerät. Dies ist in Deutschland insbesondere geregelt durch:
- § 17 WaffG Erwerb und Besitz von Schusswaffen oder Munition durch Waffen- oder Munitionssammler[1]
- § 36 WaffG Aufbewahrung von Waffen oder Munition[2]
- Kriegswaffenkontrollgesetz

Für öffentlich zugängliche Waffensammlungen sind besondere Sicherungsmaßnahmen notwendig. Präsentation und Ausstellungsbedingungen wurden beispielhaft für im Leitfaden zum „Aufbau einer militärgeschichtlichen Sammlung“, herausgegeben durch das Bundesministerium der Verteidigung beschrieben.